# Magach
Il Magach (in ebraico מג"ח, Ma-GAKH) o per esteso, Merkevet Giborey Chayil (מרכבת גיבורי חייל, "Carro degli eroi di guerra") è una versione potenziata dei carri armati statunitensi M48 Patton ed M60 Patton prodotta in Israele per IDF.
Le versioni Magach 1, 2, 3, 4 e 5 sono una versione migliorata degli M48, mentre le versioni Magach 6 e Magach 7 sono una versione migliorata degli M60. prodotta in Israele per IDF.

## Sviluppo
Gli israeliani avevano acquistato carri armati di seconda mano dalla Repubblica Federale Tedesca e più tardi dagli Stati Uniti nel corso degli anni sessanta e settanta. Nel corso della guerra dei sei giorni gli israeliani catturarono dozzine di carri armati giordani che vennero immessi in servizio in aggiunta ai 150 carri armati che l'esercito israeliano aveva già in servizio e che durante il conflitto erano nella loro configurazione originale americana.
Successivamente al 1967 vennero fatte molte modifiche per migliorare i carri al livello degli M48A3, sfociato nel progetto Magach 3. Le modifiche comprendevano la sostituzione del cannone originale da 90 mm con il cannone britannico L7 da 105 mm, un ribassamento del profilo della torretta e la sostituzione del motore a benzina con un motore diesel dalla potenza di 750 cavalli.
Durante la guerra del Kippur gli israeliani potevano contare su 540 carri tra M48A3 (armati di cannone da 105mm) ed M60A1, registrando pesanti perdite. Molti degli M-60 risultavano scarsamente protetti per le esigenze delle forze armate israeliane, specialmente se paragonati con i T-72  degli altri paesi. Dopo la guerra il primo passo fu quello di potenziare il cannone M68 da 105 mm sostituendolo con un L7 britannico ad alta pressione, che aumentò la potenza perforante totale. Il secondo passo fu quello di aumentare la corazzatura frontale e laterale, quasi triplicandola, affinché anche la bocca da fuoco da 115 mm del T-62 avesse difficoltà a perforarne i lati. Il terzo e ultimo passo fu una nuova torretta con nuovi sistemi di puntamento, derivati dal Merkava e da un nuovo design.
Con tutte queste migliorie i Magach potevano quindi affrontare i T-54/55 e i T-62 senza preoccupazioni e avere qualche chance in più nei confronti del T-72, anche se questo col suo cannone da 125 mm poteva perforarne i lati e il retro.
L'ultima versione, la 7C, è stata la più prodotta e utilizzata.
Il Magach non va confuso con il Sabra che è una versione migliorata del carro M60A1/A3, sviluppata per l'esportazione in Turchia. Il Sabra include miglioramenti simili al Magach 7, ma con la sostanziale differenza nell'armamento principale costituito da un cannone da 120 mm, lo stesso del Merkava 3.